# Feuilla
Feuilla é uma comuna francesa na região administrativa de Occitânia, no departamento de Aude. Estende-se por uma área de 24,12 km². Em 2010 a comuna tinha 106 habitantes (densidade: 4,4 hab./km²).